# La Maná
La Maná är en ort i Ecuador.   Den ligger i provinsen Cotopaxi, i den centrala delen av landet, 110 km sydväst om huvudstaden Quito. La Maná ligger 212 meter över havet och antalet invånare är 16 450.
Terrängen runt La Maná är kuperad åt sydost, men åt nordväst är den platt. Runt La Maná är det ganska tätbefolkat, med 56 invånare per kvadratkilometer. Det finns inga andra samhällen i närheten. I omgivningarna runt La Maná växer i huvudsak städsegrön lövskog.